# Kolarstwo na Letnich Igrzyskach Olimpijskich 2004
Na XXVIII. Letnich Igrzyskach Olimpijskich 2004 w Atenach w ramach dyscypliny kolarstwo rozegrano łącznie 18 konkurencji, 11 dla mężczyzn i 7 dla kobiet.
12 konkurencji torowych miało miejsce na ateńskim Olympic Velodrome, dwa wyścigi szosowe odbyły się w samym centrum Aten, a obydwie czasówki miały miejsce w Vouliagmeni Olympic Centre. Dwa wyścigi cross-country odbyły się w Parnitha Olympic Mountain Bike Venue.

## Medaliści
| Konkurencja                             | Złoto                                                                     | Srebro                                                                            | Brąz                                                                       |
| Klasyfikacja kobiet                     |                                                                           |                                                                                   |                                                                            |
| kolarstwo szosowe                       |                                                                           |                                                                                   |                                                                            |
| Wyścig indywidualny ze startu wspólnego | Sara Carrigan                                                             | Judith Arndt                                                                      | Olga Slusariewa                                                            |
| Indywidualna jazda na czas              | Leontien van Moorsel                                                      | Dede Demet-Barry                                                                  | Karin Thürig                                                               |
| kolarstwo torowe                        |                                                                           |                                                                                   |                                                                            |
| Sprint                                  | Lori-Ann Muenzer                                                          | Tamiłła Abasowa                                                                   | Anna Meares                                                                |
| Wyścig indywidualny na dochodzenie      | Sarah Ulmer                                                               | Katie Mactier                                                                     | Leontien van Moorsel                                                       |
| 500 m na czas                           | Anna Meares                                                               | Jiang Yonghua                                                                     | Natalla Cylinska                                                           |
| Wyścig punktowy                         | Olga Slusariewa                                                           | Belem Guerrero                                                                    | María Luisa Calle                                                          |
| kolarstwo górskie                       |                                                                           |                                                                                   |                                                                            |
| Cross-Country                           | Gunn-Rita Dahle Flesjå                                                    | Marie-Hélène Prémont                                                              | Sabine Spitz                                                               |
| Klasyfikacja mężczyzn                   |                                                                           |                                                                                   |                                                                            |
| kolarstwo szosowe                       |                                                                           |                                                                                   |                                                                            |
| Wyścig indywidualny ze startu wspólnego | Paolo Bettini                                                             | Sérgio Paulinho                                                                   | Axel Merckx                                                                |
| Indywidualna jazda na czas              | Wiaczesław Jekimow                                                        | Bobby Julich                                                                      | Michael Rogers                                                             |
| kolarstwo torowe                        |                                                                           |                                                                                   |                                                                            |
| Sprint                                  | Ryan Bayley                                                               | Theo Bos                                                                          | René Wolff                                                                 |
| Sprint drużynowy                        | Niemcy · Jens Fiedler · Stefan Nimke · René Wolff                         | Japonia · Toshiaki Fushimi · Masaki Inoue · Tomohiro Nagatsuka                    | Francja · Mickaël Bourgain · Laurent Gané · Arnaud Tournant                |
| Wyścig indywidualny na dochodzenie      | Bradley Wiggins                                                           | Bradley McGee                                                                     | Sergi Escobar                                                              |
| Wyścig drużynowy na dochodzenie         | Australia · Graeme Brown · Brett Lancaster · Bradley McGee · Luke Roberts | Wielka Brytania · Steve Cummings · Robert Hayles · Paul Manning · Bradley Wiggins | Hiszpania · Carlos Castaño · Sergi Escobar · Asier Maeztu · Carlos Torrent |
| 1 km na czas                            | Chris Hoy                                                                 | Arnaud Tournant                                                                   | Stefan Nimke                                                               |
| Wyścig punktowy                         | Michaił Ignatjew                                                          | Joan Llaneras                                                                     | Guido Fulst                                                                |
| Keirin                                  | Ryan Bayley                                                               | José Antonio Escuredo                                                             | Shane Kelly                                                                |
| Madison                                 | Australia · Graeme Brown · Stuart O’Grady                                 | Szwajcaria · Franco Marvulli · Bruno Risi                                         | Wielka Brytania · Robert Hayles · Bradley Wiggins                          |
| kolarstwo górskie                       |                                                                           |                                                                                   |                                                                            |
| Cross-Country                           | Julien Absalon                                                            | José Antonio Hermida                                                              | Bart Brentjens                                                             |

### Kolarstwo szosowe

#### Kobiety

##### Wyścig ze startu wspólnego
| Miejsce | Państwo           | Zawodniczka       | Czas      |
| ------- | ----------------- | ----------------- | --------- |
| 1       | Australia         | Sara Carrigan     | 3:24:24 h |
| 2       | Niemcy            | Judith Arndt      | 3:24:31 h |
| 3       | Rosja             | Olga Slusariewa   | 3:25:03 h |
| 4       | Australia         | Oenone Wood       | 3:25:03 h |
| 5       | Wielka Brytania   | Nicole Cooke      | 3:25:03 h |
| 6       | Holandia          | Mirjam Melchers   | 3:25:06 h |
| 7       | Hiszpania         | Joane Somarriba   | 3:25:06 h |
| 8       | Stany Zjednoczone | Kristin Armstrong | 3:25:06 h |

Data: 15 sierpnia 2004, godz. 15:00
Kobiety miały do pokonania 9 rund po 13,2 km ulicami Aten, razem 118,8 km. Srebrna medalistka Judith Arndt trafiła na nagłówki gazet po tym, jak w momencie przekraczania linii mety pokazała środkowy palec. Gest był skierowany do działaczy Niemieckiego Związku Kolarskiego za to, że jej przyjaciółka Petra Rossner nie została skierowana na igrzyska mimo dobrej dyspozycji.
Polki wypadły słabo, Małgorzata Wysocka ukończyła wyścig na 27. pozycji, a Bogumiła Matusiak zajęła 42. miejsce.

##### Jazda na czas
| Miejsce | Państwo           | Zawodniczka          | Czas         |
| ------- | ----------------- | -------------------- | ------------ |
| 1       | Holandia          | Leontien van Moorsel | 31:11,53 min |
| 2       | Stany Zjednoczone | Dede Demet-Barry     | 31:35,62 min |
| 3       | Szwajcaria        | Karin Thürig         | 31:54,89 min |
| 4       | Stany Zjednoczone | Christine Thorburn   | 32:14,82 min |
| 5       | Czechy            | Lada Kozlíková       | 32:15,41 min |
| 6       | Australia         | Oenone Wood          | 32:16,00 min |
| 7       | Hiszpania         | Joane Somarriba      | 32:25,93 min |
| 8       | Rosja             | Zulfija Zabirowa     | 32:30,08 min |

Data: 18 sierpnia 2004, godz. 13:00
Długość trasy – 24 km.

#### Mężczyźni

##### Wyścig ze startu wspólnego
| Miejsce | Państwo         | Zawodnik        | Czas      |
| ------- | --------------- | --------------- | --------- |
| 1       | Włochy          | Paolo Bettini   | 5:41:44 h |
| 2       | Portugalia      | Sérgio Paulinho | 5:41:45 h |
| 3       | Belgia          | Axel Merckx     | 5:41:52 h |
| 4       | Niemcy          | Erik Zabel      | 5:41:56 h |
| 5       | Słowenia        | Andrej Hauptman | 5:41:56 h |
| 6       | Luksemburg      | Kim Kirchen     | 5:41:56 h |
| 7       | Wielka Brytania | Roger Hammond   | 5:41:56 h |
| 8       | Dania           | Frank Hoj       | 5:41:56 h |

Data: 14 sierpnia 2004, godz. 12:45
Olimpijski wyścig szosowy był rozgrywany na rundach wokół centrum Aten. Kolarze musieli pokonać 17 rund, każda po 13,2 km – długość całkowita trasy wynosiła 224,4 km.
Polacy wypadli bardzo słabo. Najwyżej sklasyfikowany Tomasz Brożyna zajął 56. miejsce, a drugi z Polaków, którzy dojechali do mety, Dawid Krupa zajął 75. pozycję. Reszta Polaków nie ukończyła wyścigu.

##### Jazda na czas
| Miejsce | Państwo           | Zawodnik                  | Czas         |
| ------- | ----------------- | ------------------------- | ------------ |
| 1       | Rosja             | Wiaczesław Jekimow        | 57:50,58 min |
| 2       | Stany Zjednoczone | Bobby Julich              | 57:58,19 min |
| 3       | Australia         | Michael Rogers            | 58:01,67 min |
| 4       | Niemcy            | Michael Rich              | 58:09,46 min |
| 5       | Kazachstan        | Aleksandr Winokurow       | 58:58,14 min |
| 6       | Niemcy            | Jan Ullrich               | 59:02,04 min |
| 7       | Kolumbia          | Santiago Botero           | 59:04,76 min |
| 8       | Hiszpania         | Igor González de Galdeano | 59:27,25 min |

Data: 18 sierpnia 2004, godz. 15:00
Długość trasy wyniosła 48 km. Zwycięzcą został Amerykanin Tyler Hamilton. Jego próbka w badaniu antydopingowym dała kilka tygodni później wynik pozytywny. Nie odebrano jednak medalu, gdyż potrzebna do weryfikacji próbka B została zniszczona i niemożliwe było ostatecznie stwierdzenie używania środków dopingujących przez tego zawodnika.
10 sierpnia 2012 roku Międzynarodowy Komitet Olimpijski podjął decyzję o odebraniu Hamiltonowi medalu po tym, jak w 2011 roku przyznał się on do wieloletniego stosowania niedozwolonych środków wspomagających.
Polacy uplasowali się w czwartej dziesiątce. 31. miejsce zajął Dawid Krupa, a 37. był Sławomir Kohut.

### Kolarstwo torowe

#### Kobiety

##### Sprint
| Miejsce | Państwo         | Zawodniczka          |
| ------- | --------------- | -------------------- |
| 1       | Kanada          | Lori-Ann Muenzer     |
| 2       | Rosja           | Tamiłła Abasowa      |
| 3       | Australia       | Anna Meares          |
| 4       | Rosja           | Swietłana Grankowska |
| 5       | Białoruś        | Natalla Cylinska     |
| 6       | Niemcy          | Katrin Meinke        |
| 7       | Litwa           | Simona Krupeckaitė   |
| 8       | Wielka Brytania | Victoria Pendleton   |

Data: 24 sierpnia 2004, godz. 16:20

##### Wyścig indywidualny na dochodzenie
| Miejsce | Państwo         | Zawodniczka          | Czas              |
| ------- | --------------- | -------------------- | ----------------- |
| 1       | Nowa Zelandia   | Sarah Ulmer          | 3:24,537 min (WR) |
| 2       | Australia       | Katie Mactier        | 3:27,650 min      |
| 3       | Holandia        | Leontien van Moorsel | 3:27,037 min      |
| 4       | Australia       | Katherine Bates      | 3:31,715 min      |
| 5       | Szwajcaria      | Karin Thürig         | 3:34,831 min      |
| 6       | Rosja           | Olga Slusariewa      | 3:36,263 min      |
| 7       | Rosja           | Jelena Czałych       | 3:36,442 min      |
| 8       | Wielka Brytania | Emma Davies          | zdublowana        |

Data: 22 sierpnia 2004, godz. 17:40

##### Wyścig punktowy
| Miejsce | Państwo           | Zawodniczka       | Wynik |
| ------- | ----------------- | ----------------- | ----- |
| 1       | Rosja             | Olga Slusariewa   | 20    |
| 2       | Meksyk            | Belem Guerrero    | 14    |
| 3       | Kolumbia          | María Luisa Calle | 12    |
| 4       | Stany Zjednoczone | Erin Mirabella    | 9     |
| 5       | Włochy            | Vera Carrara      | 8     |
| 6       | Nowa Zelandia     | Sarah Ulmer       | 8     |
| 7       | Hiszpania         | Gema Pascual      | 7     |
| 8       | Australia         | Katherine Bates   | 7     |

Data: 25 sierpnia 2004, godz. 16:45
We krwi Kolumbijki Maríi Luisy Calle, która zajęła trzecie miejsce wykryto niedozwolony środek - heptaminol, wobec czego odebrano jej brązowy medal. Decyzja ta została później cofnięta, ponieważ okazało się, że przyjmowała lek na ból głowy (Neosaldina), którego składniki podczas testów laboratoryjnych przechodzą w heptaminol. Kolumbijce zwrócono medal.

##### 500 m na czas
| Miejsce | Państwo         | Zawodniczka        | Czas          |
| ------- | --------------- | ------------------ | ------------- |
| 1       | Australia       | Anna Meares        | 33,952 s (WR) |
| 2       | Chiny           | Jiang Yonghua      | 34,112 s      |
| 3       | Białoruś        | Natalla Cylinska   | 34,167 s      |
| 4       | Litwa           | Simona Krupeckaitė | 34,317 s      |
| 5       | Holandia        | Yvonne Hijgenaar   | 34,532 s      |
| 6       | Wielka Brytania | Victoria Pendleton | 34,626 s      |
| 7       | Kanada          | Lori-Ann Muenzer   | 34,628 s      |
| 8       | Meksyk          | Nancy Contreras    | 34,783 s      |

Data: 20 sierpnia 2004, godz. 17:15

#### Mężczyźni

##### Sprint
| Miejsce | Państwo         | Zawodnik         |
| ------- | --------------- | ---------------- |
| 1       | Australia       | Ryan Bayley      |
| 2       | Holandia        | Theo Bos         |
| 3       | Niemcy          | René Wolff       |
| 4       | Francja         | Laurent Gané     |
| 5       | Wielka Brytania | Ross Edgar       |
| 6       | Barbados        | Barry Forde      |
| 7       | Polska          | Damian Zieliński |
| 8       | Francja         | Mickael Bourgain |

Data: 24 sierpnia 2004, godz. 18:30

##### Sprint drużynowy
| Miejsce | Państwo         | Zawodnik                                                     | Czas     |
| ------- | --------------- | ------------------------------------------------------------ | -------- |
| 1       | Niemcy          | Jens Fiedler Stefan Nimke René Wolff                         | 43,980 s |
| 2       | Japonia         | Toshiaki Fushimi Masaki Inoue Tomohiro Nagatsuka             | 44,246 s |
| 3       | Francja         | Mickael Bourgain Laurent Gané Arnaud Tournant                | 44,359 s |
| 4       | Australia       | Ryan Bayley Sean Eadie Shane Kelly                           | 44,404 s |
| 5       | Wielka Brytania | Chris Hoy Jason Queally Jamie Staff                          | 44,075 s |
| 6       | Holandia        | Jan Bos Theo Bos Teun Mulder                                 | 44,370 s |
| 7       | Hiszpania       | José Antonio Escuredo Salvador Meliá José Antonio Villanueva | 44,687 s |
| 8       | Grecja          | Georgios Cheimonetos Dimitrios Georgalis Labros Vasilopoulos | 45,708 s |

Data: 21 sierpnia 2004, godz. 16:30
Drużyna polska z czasem 45,093 s zajęła 9. miejsce w eliminacjach.

##### Wyścig indywidualny na dochodzenie
| Miejsce | Państwo         | Zawodnik         | Czas         |
| ------- | --------------- | ---------------- | ------------ |
| 1       | Wielka Brytania | Bradley Wiggins  | 4:16,304 min |
| 2       | Australia       | Bradley McGee    | 4:20,436 min |
| 3       | Hiszpania       | Sergi Escobar    | 4:17,947 min |
| 4       | Wielka Brytania | Robert Hayles    | 4:22,291 min |
| 5       | Australia       | Luke Roberts     | 4:20,336 min |
| 6       | Francja         | Fabien Sanchez   | 4:21,235 min |
| 7       | Ukraina         | Wołodymyr Diudia | 4:22,720 min |
| 8       | Niemcy          | Robert Bartko    | 4:26,184 min |

Data: 21 sierpnia 2004, godz. 17:40

##### Wyścig drużynowy na dochodzenie
| Miejsce | Państwo         | Zawodnik                                                               | Czas         |
| ------- | --------------- | ---------------------------------------------------------------------- | ------------ |
| 1       | Australia       | Graeme Brown Brett Lancaster Bradley McGee Luke Roberts                | 3:58,233 min |
| 2       | Wielka Brytania | Steve Cummings Robert Hayles Paul Manning Bradley Wiggins              | 4:01,760 min |
| 3       | Hiszpania       | Carlos Castaño Sergi Escobar Asier Maeztu Carlos Torrent               | 4:05,523 min |
| 4       | Niemcy          | Robert Bartko Guido Fulst Christian Lademann Leif Lampater             | 4:05,523 min |
| 5       | Holandia        | Levi Heimans Jens Mouris Peter Schep Jeroen Straathof                  | 4:06,286 min |
| 6       | Ukraina         | Wołodymyr Diudia Roman Kononenko Serhij Matwiejew Witalij Popkow       | 4:07,175 min |
| 7       | Francja         | Mathieu Ladagnous Anthony Langella Jérôme Neuville Fabien Sanchez      | 4:05,523 min |
| 8       | Litwa           | Linas Balčiūnas Aivaras Baranauskas Tomas Vaitkus Raimondas Vilčinskas | 4:05,523 min |

Data: 23 sierpnia 2004, godz. 17:30

##### 1 km na czas
| Miejsce | Państwo         | Zawodnik          | Czas              |
| ------- | --------------- | ----------------- | ----------------- |
| 1       | Wielka Brytania | Chris Hoy         | 1:00,711 min (OR) |
| 2       | Francja         | Arnaud Tournant   | 1:00,896 min      |
| 3       | Niemcy          | Stefan Nimke      | 1:01,186 min      |
| 4       | Australia       | Shane Kelly       | 1:01,224 min      |
| 5       | Holandia        | Theo Bos          | 1:01,986 min      |
| 6       | Francja         | François Pervis   | 1:02,328 min      |
| 7       | Wielka Brytania | Craig MacLean     | 1:02,369 min      |
| 8       | Niemcy          | Carsten Bergemann | 1:02,369 min      |

Data: 20 sierpnia 2004, godz. 17:55

##### Wyścig punktowy
| Miejsce | Państwo   | Zawodnik         | Wynik |
| ------- | --------- | ---------------- | ----- |
| 1       | Rosja     | Michaił Ignatjew | 93    |
| 2       | Hiszpania | Joan Llaneras    | 82    |
| 3       | Niemcy    | Guido Fulst      | 79    |
| 4       | Australia | Greg Henderson   | 68    |
| 5       | Czechy    | Milan Kadlec     | 65    |
| 6       | Australia | Mark Renshaw     | 60    |
| 7       | Holandia  | Peter Schep      | 58    |
| 8       | Włochy    | Angelo Ciccone   | 49    |

Data: 24 sierpnia 2004, godz. 17:30

##### Keirin
| Miejsce | Państwo   | Zawodnik              |
| ------- | --------- | --------------------- |
| 1       | Australia | Ryan Bayley           |
| 2       | Hiszpania | José Antonio Escuredo |
| 3       | Australia | Shane Kelly           |
| 4       | Francja   | Mickael Bourgain      |
| 5       | Niemcy    | René Wolff            |
| 6       | Malezja   | Josiah Ng             |
| 7       | Polska    | Łukasz Kwiatkowski    |
| 8       | Niemcy    | Jens Fiedler          |

Data: 25 sierpnia 2004, godz. 19:00

##### Madison
| Miejsce | Państwo         | Zawodnik                       | Punkty        |
| ------- | --------------- | ------------------------------ | ------------- |
| 1       | Australia       | Graeme Brown Stuart O’Grady    | 22            |
| 2       | Szwajcaria      | Franco Marvulli Bruno Risi     | 15            |
| 3       | Wielka Brytania | Robert Hayles Bradley Wiggins  | 12            |
| 4       | Niemcy          | Robert Bartko Guido Fulst      | 9             |
| 5       | Ukraina         | Wołodymyr Rybin Wasyl Jakowlew | 9             |
| 6       | Hiszpania       | Miguel Alzamora Joan Llaneras  | 7             |
| 7       | Nowa Zelandia   | Greg Henderson Hayden Roulston | 2             |
| 8       | Austria         | Roland Garber Franz Stocher    | 8 (- 1 runda) |

Data: 25 sierpnia 2004, godz. 18:00

### Kolarstwo górskie

#### Kobiety

##### Cross-country
| Miejsce | Państwo  | Zawodniczka            | Czas      |
| ------- | -------- | ---------------------- | --------- |
| 1       | Norwegia | Gunn-Rita Dahle        | 1:56:51 h |
| 2       | Kanada   | Marie-Hélène Prémont   | 1:57:50 h |
| 3       | Niemcy   | Sabine Spitz           | 1:59:21 h |
| 4       | Kanada   | Alison Sydor           | 1:59:47 h |
| 5       | Holandia | Elsbeth van Rooij-Vink | 2:01:41 h |
| 6       | Polska   | Maja Włoszczowska      | 2:02:08 h |
| 7       | Niemcy   | Ivonne Kraft           | 2:05:18 h |
| 8       | Francja  | Laurence Leboucher     | 2:05:34 h |

Data: 27 sierpnia 2004, godz. 11:00
Długość wyścigu – 31,3 km.
Kolejna Polka, Anna Szafraniec zajęła 11. miejsce z czasem 2:07.44. Magdalena Sadłecka nie ukończyła wyścigu.

#### Mężczyźni

##### Cross-country
| Miejsce | Państwo         | Zawodnik             | Czas      |
| ------- | --------------- | -------------------- | --------- |
| 1       | Francja         | Julien Absalon       | 2:15:02 h |
| 2       | Hiszpania       | José Antonio Hermida | 2:16:02 h |
| 3       | Holandia        | Bart Brentjens       | 2:17:05 h |
| 4       | Belgia          | Roel Paulissen       | 2:18:10 h |
| 5       | Wielka Brytania | Liam Killeen         | 2:18:32 h |
| 6       | Szwajcaria      | Ralph Näf            | 2:19:15 h |
| 7       | Szwajcaria      | Thomas Frischknecht  | 2:19:39 h |
| 8       | Niemcy          | Manuel Fumic         | 2:20:29 h |

Data: 28 sierpnia 2004, godz. 11:00
Długość trasy: 43,3 km.
Najlepszy z Polaków - Marek Galiński zajął 14. miejsce z czasem 2:22.14 h, a drugi z reprezentantów Polski - Marcin Karczyński z czasem 2:26.41 h zajął 24. pozycję.

## Objaśnienia skrótów
- WR = rekord świata
- OR = rekord olimpijski

## Klasyfikacja medalowa
| #   | Reprezentacja     | Złoto | Srebro | Brąz | Razem |
| --- | ----------------- | ----- | ------ | ---- | ----- |
| 1.  | Australia         | 6     | 2      | 3    | 11    |
| 2.  | Rosja             | 3     | 1      | 1    | 5     |
| 3.  | Wielka Brytania   | 2     | 1      | 1    | 4     |
| 4.  | Niemcy            | 1     | 1      | 4    | 6     |
| 5.  | Holandia          | 1     | 1      | 2    | 4     |
| 6.  | Francja           | 1     | 1      | 1    | 3     |
| 7.  | Kanada            | 1     | 1      | 0    | 2     |
| 8.  | Norwegia          | 1     | 0      | 0    | 1     |
|     | Nowa Zelandia     | 1     | 0      | 0    | 1     |
|     | Włochy            | 1     | 0      | 0    | 1     |
| 11. | Hiszpania         | 0     | 3      | 2    | 5     |
| 12. | Stany Zjednoczone | 0     | 2      | 0    | 2     |
| 13  | Szwajcaria        | 0     | 1      | 1    | 2     |
| 14. | Chiny             | 0     | 1      | 0    | 1     |
|     | Japonia           | 0     | 1      | 0    | 1     |
|     | Meksyk            | 0     | 1      | 0    | 1     |
|     | Portugalia        | 0     | 1      | 0    | 1     |
| 18. | Belgia            | 0     | 0      | 1    | 1     |
|     | Białoruś          | 0     | 0      | 1    | 1     |
|     | Kolumbia          | 0     | 0      | 1    | 1     |